# CD2
세포표면항원무리 2 또는 CD2는 T세포와 자연 살해 세포의 표면에서 발견되는 세포 접착 분자이다.

## 기능
CD2는 인간의 림프구 기능 관련 항원 3(LFA-3/CD58) 또는 설치류의 CD48과 같은 다른 부착 분자와 상호작용하며, 이는 다른 세포의 표면에서 발현된다.
부착 외에도 CD2는 T세포 및 자연 살해 세포에서 공동 자극 분자(Co-stimulation) 역할을 한다.

### 진단과의 연관성
CD2는 T세포 및 자연 살해 세포에 대한 특정 마커이므로 조직 절편에서 이러한 세포의 존재를 확인하기 위해 면역 조직 화학에서 사용한다. 대부분의 T세포 림프종 및 백혈병은 CD2를 발현하므로 항원의 존재를 이용하여 이러한 상태를 B세포의 신생물과 구별 할 수 있다.

## 분류
구조적 특성으로 인해 CD2는 면역글로불린 슈퍼 패밀리의 구성원이다. CD2는 세포 외 부분에 두 개의 면역글로불린 유사 도메인을 가지고 있다.

## 상호작용
CD2는 CD2BP2, Lck, PSTPIP1과 상호작용 하는 것으로 나타났다.